# ニューバーン駅
ニューバーン駅（英語：Newbern Depot ）は、アメリカ合衆国テネシー州ニューバーン ジェファーソン・ストリート108にある駅。 全米各地を結ぶ旅客鉄道のアムトラックが乗り入れている。

## 概要
ニューバーン駅は、1920年にイリノイ・セントラル鉄道によって建設され、ニューバーンに建設された3番目の駅だった。1993年に国家歴史登録財に登録された。
今日、駅は鉄道博物館、アムトラックの待合室や公共施設の部屋が入居している。博物館は道具、制服、時刻表、写真、模型鉄道等が収蔵されている。外にイリノイ・セントラル鉄道の記念碑がある。

## 利用可能な鉄道路線／列車
アムトラックの発着する列車は下記の通り。
シカゴとニューオーリンズ間の夜行長距離列車シティ・オブ・ニューオーリンズ号…1日1往復発着